# Stylaster complanatus
Stylaster complanatus är en nässeldjursart som beskrevs av Pourtalès 1867. Stylaster complanatus ingår i släktet Stylaster och familjen Stylasteridae. Inga underarter finns listade i Catalogue of Life.